# موتورولا فوتون (موبايل)
موتورولا فوتون (بالإنجليزية: Motorola Photon)‏ هو هاتف ذكي من موتورولا يعمل بنظام أندرويد، تم طرحه في الأسواق في يوليو 31, 2011.

## الخصائص
- نظام التشغيل: أندرويد
- الكاميرا الأمامية: VGA
- الكاميرا الخلفية: 8 ميجابكسل
- الشاشة: إل سي دي
- الوزن: 158 غرام (5.6 أونصة)
- المعالج: 1 جيجا هرتز
- الذاكرة: 1 جيجابايت
- التخزين: 16 جيجابايت

## وصلات خارجية
- الموقع الإلكتروني]